# Макогоново
Макого́ново — село в Бутурлиновском районе Воронежской области.
Входит в состав Сериковского сельского поселения.

## Население
| 1859 | 1897 | 2010 |
| ---- | ---- | ---- |
| 616  | ↗930 | ↘193 |

## Улицы
В селе имеются две улицы — Зелёная и Садовая.